# Jozef Tarčák
Jozef Tarčák (25. duben 1959, Oravská Polhora) je slovenský politik a člen Ľudové strany - Hnutie za demokratické Slovensko.

## Životopis

### Profesní kariéra
- 1983 – absolvoval Fakultu telesnej výchovy a športu na Univerzitě Komenského v Bratislavě
- 1983 – 1990 – pedagog, tělovýchovný instruktor
- 1992 – zástupce ředitele na Středním odborném učilišti Slovenského zväzu spotrebných družstiev na Slanickej Osade v Námestově

### Politická kariéra

#### Regionální politika
- 2001 – 2005 – předseda Žilinského samosprávného kraje
- 2005 – ve volbách na předsedu samosprávného kraje kandidoval za koalici ĽS-HZDS, PSNS, ZSNS. Postoupil do druhého kola voleb, kde podlehl Jurajovi Blanárovi.
- 5. březen 2006 – znovu zvolený za předsedu ĽS-HZDS v Žilinském kraji

#### Celostátní politika
- 1992 – 1994 – poslanec Národní rady SR
- 1993 – 1994 – státní tajemník ministerstva školství
- 1994 – 1998 – poslanec Národní rady SR
- 1998 – 2001 – poslanec Národní rady SR